# Idaea fractilinearia
Idaea fractilinearia är en fjärilsart som beskrevs av Herrich-Schäffer 1848. Idaea fractilinearia ingår i släktet Idaea och familjen mätare. Inga underarter finns listade i Catalogue of Life.